# Paratransgênese
A paratransgênese é uma técnica que voltada para a eliminação de um patógeno de populações de vetores através da produção de simbiontes do mesmo transgênicos. O objetivo desta técnica é o controle doenças cuja transmissão se dá por vetores, como malária e doença de Chagas.
O primeiro passo é identificar proteínas que impedem a transmissão do patógeno pelo vetor, seja diretamente destruindo o patógeno ou impedindo sua replicação. Os genes que codificam para tais proteínas são, então, introduzidas no simbionte por engenharia genética, de forma que elas sejam produzidas diretamente no vetor (no sistema digestório de Anopheles, por exemplo).  O passo final dessa estratégia  de controle é a introdução dos simbiontes transgênicos em populações naturais, controlando a doença nos locais em risco.  
O primeiro exemplo de aplicação desta técnica focou no vetor Rhodnius prolixus, que está associado ao simbionte Rhodococcus rhodnii. R. prolixus é um importante vetor artrópode da doença de Chagas, causada pelo Trypanosoma cruzi. A estratégia utilizou R. rhodnii para expressar proteínas, tais como Cecropina A, que  previnem a transmissão sendo tóxicas para T. cruzi ou capazes de bloquear a transmissão do T. cruzi.
Já foram feitas também tentativas em moscas tsé-tsé usando bactérias e em mosquitos vetores de malária usando fungos, vírus, ou bactérias.
Para a estratégia de paratransgênese ser bem sucedida, algumas caracaterísticas são cruciaisː 
- Os organismos simbióticos devem ser passíveis de crescimento fácil in vitro .
- Deve ser possível modificá-los geneticamente, por exemplo através da inserção de plasmídeos contendo o gene desejado.
- O simbionte engenheirado deve ser estável geneticamente e seguro para a população.
- A associação entre o vetor e o simbionte não deve ser prejudicada pela modificação genética.
- Deve ser possível entregar os simbiontes às populações naturais de vetores com facilidade.